# Astronave Terra
Astronave Terra è uno sceneggiato televisivo prodotto dalla Rai e diretto da Alberto Negrin trasmesso in due puntate il 14 e il 21 dicembre 1971. È liberamente ispirato alla vita della biologa Rachel Carson e della sua lotta contro l'industria dell'insetticida DDT.

## Trama
La biologa Rachel Carson intraprende la lotta contro l'industria del DDT mettendola sotto accusa.

## Produzione
Per la parte della protagonista venne in principio scelta Lucia Bosè, ma la parte venne infine data a Edda Albertini.